# Podunavci
Podunavci (em cirílico: Подунавци) é uma vila da Sérvia localizada no município de Vrnjačka Banja, pertencente ao distrito de Ráscia, na região de Ráscia. A sua população era de 1495 habitantes segundo o censo de 2011.

## Demografia
| 1948 | 1953 | 1961 | 1971 | 1981 | 1991 | 2002 | 2011 |
| ---- | ---- | ---- | ---- | ---- | ---- | ---- | ---- |
| 710  | 762  | 811  | 1070 | 1315 | 1365 | 1446 | 1495 |